# Países Bajos en el Festival de la Canción de Eurovisión 2021
Países Bajos participó en el LXV Festival de la Canción de Eurovisión, celebrado en Róterdam, Países Bajos del 18 al 22 de mayo del 2021. La AVROTROS, radiodifusora encargada de la participación neerlandesa dentro del festival, se encargó de organizar el festival tras su quinta victoria en el concurso, con Duncan Laurence y la canción «Arcade». La AVROTROS decidió mantener al representante de los Países Bajos de la cancelada edición de 2020, el cantante de origen surinamés Jeangu Macrooy para participar en la edición de 2021, siendo presentada en el mes de marzo la canción folk «Birth of a new age» con la cual competiría.
Partiendo desapercibido por las casas de apuestas, Países Bajos, con calidad de anfitrión, se clasificó automáticamente a la final consiguiendo finalmente 11 puntos, todos del jurado profesional, lo que los clasificó en 23° lugar solo encima de España, Alemania y el Reino Unido. Este se convertiría en uno de los peores resultados de la historia para el país.

## Historia de Países Bajos en Eurovisión
Países Bajos es uno de los países fundadores del festival, habiendo participado desde 1956 en 60 ocasiones. El país es uno de los máximos ganadores del concurso, habiéndolo ganado en 5 ocasiones: en 1957, Corry Brokken ganó con el tema «Nets als toen»; en 1959 con Teddy Scholten y «'n Beetje»; posteriormente en 1969 vencieron junto a otros tres país con Lenny Kuhr y «De trobadour»; su cuarta victoria fue en 1975 con el grupo Teach-In y la canción «Ding-a-Dong». Finalmente, su última victoria fue en 2019 con Duncan Laurence y el tema pop «Arcade». Sin embargo, desde la introducción de las semifinales en 2004, el país no logró clasificarse 8 ocasiones consecutivas a la final. Actualmente, el país es uno de los países con mejores resultados en el concurso, clasificándose a las últimas 6 de 7 finales, posicionándose dentro del Top 10 en tres ocasiones y en 11° lugar en otras dos ocasiones.
El representante para la edición cancelada de 2020 era el cantante Jeangu Macrooy con la canción «Grow». En 2019, el cantante Duncan Laurence consiguió la victoria con 498 puntos en la gran final, quedando 2° para el televoto con 261 puntos y 3° para el jurado profesional con 237, con el tema «Arcade». Previamente había ganado la segunda semifinal con 280 puntos.

## Representante para Eurovisión

### Elección interna
Países Bajos confirmó su participación en el Festival de la Canción de Eurovisión 2021 en marzo de 2020, una vez anunciada la cancelación de la edición de Róterdam 2020. La AVROTROS anunció, que al igual que la haría la mayoría de los países participantes, volvió a seleccionar como representante al participante elegido para la edición de 2020, el cantante Jeangu Macrooy. El tema folk que combina el inglés con el sranan tongo «Birth of a new age» fue presentado el 4 de marzo de 2021. El fue compuesto por el mismo Macrooy junto a Pieter Perquin.

## En Eurovisión
Países Bajos al ser el país anfitrión del evento, se clasificó automáticamente a la final del 22 de mayo, junto al Big Five: Alemania, España, Francia, Italia y el Reino Unido. La producción del festival decidió respetar el sorteo ya realizado para la edición cancelada de 2020 por lo que se determinó que el país, tendría que transmitir y votar en la primera semifinal.
Los comentarios para Países Bajos corrieron por parte de Cornald Maas y Sander Lantinga para televisión, así como la gran final en radio fue comentado por Wouter van der Goes y Frank van ’t Hof. Países Bajos fue uno de los pocos países que transmitió el festival con lenguaje de señas, realizado por distintos intérpretes. La portavoz de la votación del jurado profesional neerlandés fue la presentadora de televisión Romy Monteiro, en sustitución de Duncan Laurence quien no pudo ejercer su función de portavoz al dar positivo a COVID-19 el día previo a la gala.

### Final
Jeangu Macrooy tomó parte de los primeros ensayos los días 13 y 15 de mayo, así como de los ensayos generales con vestuario de la primera semifinal los días 17 y 18 de mayo y de la final los días 21 y 22 de mayo. El ensayo general de la tarde del 21 fue tomado en cuenta por los jurados profesionales para emitir sus votos, que representan el 50% de los puntos. Por ser el país organizador de la edición, Países Bajos fue el único país que sorteó su posición de presentación en la final. El sorteo definió que Países Bajos actuara en la posición 23. Una vez conocidos todos los finalistas, los productores del show decidieron el orden de actuación del resto de los finalistas, actuando el país por delante de Noruega y por detrás de Italia.
La actuación neerlandesa fue sencilla, con Jeangu vistiendo un traje azul, siendo acompañado de dos coristas, uno de ellos su hermano gemelo Xillan, y un bailarín. En la pantalla LED se proyectaba la frase principal del estribillo "You can't break me" y "You no man broko me" ("No puedes romperme" en inglés y sranan tongo, respectivamente), primeramente sobre un fondo de piedra en la pantalla principal del escenario y posteriormente, en un fondo de colores en la pantalla lateral.
Durante la votación, Países Bajos se colocó en 23° lugar en la votación del jurado profesional con 11 puntos. Posteriormente se reveló su puntuación en la votación del televoto: 0 puntos, empatado con Alemania, España y el Reino Unido, cuádruple empate en el último lugar que era algo inédito en el festival desde la instauración de la votación del público. Con 11 puntos Países Bajos finalizó en 23.ª posición. 

### Votación

#### Puntuación otorgada a los Países Bajos

##### Final
| Jurado    | Jurado    | Jurado                | Jurado               | Jurado     |
| 12 puntos | 10 puntos | 8 puntos              | 7 puntos             | 6 puntos   |
| --------- | --------- | --------------------- | -------------------- | ---------- |
|           |           |                       |                      |            |
| 5 puntos  | 4 puntos  | 3 puntos              | 2 puntos             | 1 punto    |
|           |           | - Australia - Austria | - Bulgaria - Georgia | - Portugal |
| Televoto  |           |                       |                      |            |
| 12 puntos | 10 puntos | 8 puntos              | 7 puntos             | 6 puntos   |
|           |           |                       |                      |            |
| 5 puntos  | 4 puntos  | 3 puntos              | 2 puntos             | 1 punto    |
|           |           |                       |                      |            |

#### Puntuación otorgada por los Países Bajos
| Puntos    | Jurado     | Televoto   |
| --------- | ---------- | ---------- |
| 12 puntos | Rusia      | Malta      |
| 10 puntos | Bélgica    | Ucrania    |
| 8 puntos  | Israel     | Lituania   |
| 7 puntos  | Malta      | Bélgica    |
| 6 puntos  | Ucrania    | Israel     |
| 5 puntos  | Suecia     | Rusia      |
| 4 puntos  | Noruega    | Azerbaiyán |
| 3 puntos  | Lituania   | Noruega    |
| 2 puntos  | Azerbaiyán | Suecia     |
| 1 punto   | Rumania    | Chipre     |

| Puntos    | Jurado     | Televoto  |
| --------- | ---------- | --------- |
| 12 puntos | Francia    | Francia   |
| 10 puntos | Islandia   | Grecia    |
| 8 puntos  | Rusia      | Islandia  |
| 7 puntos  | Malta      | Suiza     |
| 6 puntos  | Bélgica    | Portugal  |
| 5 puntos  | Suiza      | Ucrania   |
| 4 puntos  | Israel     | Finlandia |
| 3 puntos  | Ucrania    | Lituania  |
| 2 puntos  | Azerbaiyán | Italia    |
| 1 punto   | Albania    | Malta     |

##### Desglose
El jurado neerlandés estuvo compuesto por:
- Jessica van Amerongen
- Leo Blokhuis
- Gerrit-Jan Mulder (Brainpower)
- Giovanca Ostiana
- Lakshmi Swami Persaud

| Semifinal 1 | Semifinal 1         | Semifinal 1 | Semifinal 1 | Semifinal 1 | Semifinal 1 | Semifinal 1 | Semifinal 1 | Semifinal 1 | Semifinal 1 | Semifinal 1 |
| N.º         | País                | Jurado      | Jurado      | Jurado      | Jurado      | Jurado      | Jurado      | Jurado      | Televoto    | Televoto    |
| N.º         | País                | Jurado A    | Jurado B    | Jurado C    | Jurado D    | Jurado E    | Ranking     | Puntos      | Ranking     | Puntos      |
| ----------- | ------------------- | ----------- | ----------- | ----------- | ----------- | ----------- | ----------- | ----------- | ----------- | ----------- |
| 01          | Lituania            | 9           | 6           | 10          | 6           | 9           | 8           | 3           | 3           | 8           |
| 02          | Eslovenia           | 15          | 10          | 7           | 13          | 13          | 11          |             | 15          |             |
| 03          | Rusia               | 1           | 2           | 1           | 4           | 1           | 1           | 12          | 6           | 5           |
| 04          | Suecia              | 8           | 7           | 5           | 9           | 8           | 6           | 5           | 9           | 2           |
| 05          | Australia           | 13          | 12          | 14          | 11          | 12          | 14          |             | 16          |             |
| 06          | Macedonia del Norte | 16          | 16          | 9           | 16          | 16          | 15          |             | 12          |             |
| 07          | Irlanda             | 10          | 15          | 11          | 10          | 14          | 13          |             | 11          |             |
| 08          | Chipre              | 11          | 14          | 16          | 14          | 15          | 16          |             | 10          | 1           |
| 09          | Noruega             | 5           | 8           | 15          | 12          | 4           | 7           | 4           | 8           | 3           |
| 10          | Croacia             | 14          | 13          | 13          | 8           | 11          | 12          |             | 13          |             |
| 11          | Bélgica             | 3           | 3           | 2           | 1           | 2           | 2           | 10          | 4           | 7           |
| 12          | Israel              | 4           | 1           | 4           | 2           | 5           | 3           | 8           | 5           | 6           |
| 13          | Rumania             | 12          | 9           | 8           | 15          | 10          | 10          | 1           | 14          |             |
| 14          | Azerbaiyán          | 6           | 11          | 12          | 7           | 7           | 9           | 2           | 7           | 4           |
| 15          | Ucrania             | 7           | 4           | 6           | 3           | 6           | 5           | 6           | 2           | 10          |
| 16          | Malta               | 2           | 5           | 3           | 5           | 3           | 4           | 7           | 1           | 12          |

| Final | Final        | Final                      | Final                      | Final                      | Final                      | Final                      | Final                      | Final                      | Final                      | Final                      |
| N.º   | País         | Jurado                     | Jurado                     | Jurado                     | Jurado                     | Jurado                     | Jurado                     | Jurado                     | Televoto                   | Televoto                   |
| N.º   | País         | Jurado A                   | Jurado B                   | Jurado C                   | Jurado D                   | Jurado E                   | Ranking                    | Puntos                     | Ranking                    | Puntos                     |
| ----- | ------------ | -------------------------- | -------------------------- | -------------------------- | -------------------------- | -------------------------- | -------------------------- | -------------------------- | -------------------------- | -------------------------- |
| 01    | Chipre       | 13                         | 24                         | 21                         | 22                         | 24                         | 21                         |                            | 20                         |                            |
| 02    | Albania      | 11                         | 11                         | 9                          | 8                          | 20                         | 10                         | 1                          | 22                         |                            |
| 03    | Israel       | 9                          | 4                          | 3                          | 5                          | 7                          | 7                          | 4                          | 17                         |                            |
| 04    | Bélgica      | 6                          | 3                          | 6                          | 3                          | 6                          | 5                          | 6                          | 15                         |                            |
| 05    | Rusia        | 4                          | 1                          | 5                          | 6                          | 4                          | 3                          | 8                          | 11                         |                            |
| 06    | Malta        | 3                          | 5                          | 4                          | 7                          | 2                          | 4                          | 7                          | 10                         | 1                          |
| 07    | Portugal     | 5                          | 16                         | 12                         | 17                         | 14                         | 12                         |                            | 5                          | 6                          |
| 08    | Serbia       | 24                         | 22                         | 22                         | 23                         | 22                         | 23                         |                            | 19                         |                            |
| 09    | Reino Unido  | 22                         | 20                         | 25                         | 20                         | 21                         | 22                         |                            | 23                         |                            |
| 10    | Grecia       | 20                         | 18                         | 11                         | 18                         | 19                         | 18                         |                            | 2                          | 10                         |
| 11    | Suiza        | 7                          | 7                          | 7                          | 1                          | 5                          | 6                          | 5                          | 4                          | 7                          |
| 12    | Islandia     | 1                          | 10                         | 1                          | 4                          | 1                          | 2                          | 10                         | 3                          | 8                          |
| 13    | España       | 14                         | 19                         | 15                         | 21                         | 18                         | 19                         |                            | 24                         |                            |
| 14    | Moldavia     | 25                         | 23                         | 23                         | 24                         | 25                         | 24                         |                            | 25                         |                            |
| 15    | Alemania     | 23                         | 25                         | 24                         | 25                         | 23                         | 25                         |                            | 18                         |                            |
| 16    | Finlandia    | 19                         | 14                         | 13                         | 10                         | 15                         | 14                         |                            | 7                          | 4                          |
| 17    | Bulgaria     | 15                         | 12                         | 16                         | 19                         | 17                         | 17                         |                            | 14                         |                            |
| 18    | Lituania     | 18                         | 15                         | 14                         | 11                         | 13                         | 15                         |                            | 8                          | 3                          |
| 19    | Ucrania      | 10                         | 9                          | 8                          | 9                          | 8                          | 8                          | 3                          | 6                          | 5                          |
| 20    | Francia      | 2                          | 2                          | 2                          | 2                          | 3                          | 1                          | 12                         | 1                          | 12                         |
| 21    | Azerbaiyán   | 8                          | 6                          | 18                         | 13                         | 11                         | 9                          | 2                          | 16                         |                            |
| 22    | Noruega      | 16                         | 17                         | 20                         | 16                         | 10                         | 16                         |                            | 13                         |                            |
| 23    | Países Bajos | -------------------------- | -------------------------- | -------------------------- | -------------------------- | -------------------------- | -------------------------- | -------------------------- | -------------------------- | -------------------------- |
| 24    | Italia       | 12                         | 13                         | 17                         | 12                         | 12                         | 13                         |                            | 9                          | 2                          |
| 25    | Suecia       | 17                         | 8                          | 10                         | 15                         | 9                          | 11                         |                            | 12                         |                            |
| 26    | San Marino   | 21                         | 21                         | 19                         | 14                         | 16                         | 20                         |                            | 21                         |                            |